# The Who Tour 2000
The Who Tour 2000 fue una gira de conciertos llevadas a cabo por la banda británica The Who durante el año 2000.

## Lista de canciones
1. "I Can't Explain"
2. "Substitute"
3. "Anyway, Anyhow, Anywhere" (Roger Daltrey, Pete Townshend)
4. "I Don't Even Know Myself" (not played every night; sometimes appeared later in the set)
5. "My Wife" (John Entwistle)
6. "Baba O'Riley"
7. "Drowned" (Townshend solo acoustic – performed at most shows starting 9 July)
8. "Bargain"
9. "Getting In Tune" (not played every night)
10. "The Relay" (not played every night; sometimes appeared as the fourth song in the set)
11. "Pinball Wizard"
12. "The Real Me"
13. "Who Are You"
14. "Magic Bus"
15. "Behind Blue Eyes"
16. "You Better You Bet"
17. "5.15"
18. "Won't Get Fooled Again"

Encores:
1. "The Kids Are Alright" (occasionally played in the middle of the set)
2. "Let's See Action"
3. "Mary Anne with the Shaky Hand" (UK leg only)
4. "My Generation"

1. "I Can't Explain"
2. "Anyway, Anyhow, Anywhere"
3. "Pinball Wizard"
4. "The Relay"
5. "My Wife" (John Entwistle)
6. "The Kids Are Alright"
7. "Mary Anne with the Shaky Hand"
8. "Bargain"
9. "Magic Bus"
10. "Who Are You"
11. "Baba O'Riley" (featuring violinist Nigel Kennedy in place of Roger Daltrey's usual harmonica solo)
12. "Drowned" (Townshend solo acoustic)
13. "Heart to Hang Onto" (Townshend solo acoustic)
14. "So Sad About Us" (featuring only Townshend and Paul Weller on both acoustic guitars and vocals)
15. "I'm One" (featuring Eddie Vedder on vocals)
16. "Getting In Tune" (featuring Eddie Vedder on vocals)
17. "Behind Blue Eyes" (featuring Bryan Adams on vocals)
18. "You Better You Bet"
19. "The Real Me"
20. "5.15"
21. "Won't Get Fooled Again" (featuring Noel Gallagher on lead guitar)

Encores:
1. "Substitute" (featuring Kelly Jones on electric guitar and vocals)
2. "Let's See Action" (featuring Eddie Vedder on vocals)
3. "My Generation"
4. "See Me, Feel Me"

## Fechas de la gira
| Fecha                             | Ciudad                            | País                              | Lugar                                     |
| New York City Charity Performance | New York City Charity Performance | New York City Charity Performance | New York City Charity Performance         |
| --------------------------------- | --------------------------------- | --------------------------------- | ----------------------------------------- |
| 6 de junio de 2000                | New York City                     | United States                     | Jacob K. Javits Convention Center         |
| Norteamérica                      |                                   |                                   |                                           |
| 25 de junio de 2000               | Tinley Park, Illinois             | United States                     | New World Music Theatre                   |
| 27 de junio de 2000               | Auburn Hills, Míchigan            | United States                     | The Palace of Auburn Hills                |
| 29 de junio de 2000               | Burgettstown, Pensilvania         | United States                     | Star Lake Amphitheater                    |
| 1 de julio de 2000                | Holmdel, New Jersey               | United States                     | PNC Bank Arts Center                      |
| 3 de julio de 2000                | Mansfield, Massachusetts          | United States                     | Tweeter Center                            |
| 5 de julio de 2000                | Bristow, Virginia                 | United States                     | Nissan Pavilion                           |
| 7 de julio de 2000                | Camden, New Jersey                | United States                     | E Center                                  |
| 9 de julio de 2000                | Wantagh, New York                 | United States                     | Jones Beach Amphitheater                  |
| Norteamérica                      |                                   |                                   |                                           |
| 14 de agosto de 2000              | Los Ángeles, California           | United States                     | Hollywood Bowl                            |
| 16 de agosto de 2000              | Irvine, California                | United States                     | Verizon Wireless Amphitheatre             |
| 17 de agosto de 2000              | San Diego, California             | United States                     | San Diego Sports Arena                    |
| 19 de agosto de 2000              | George, Washington                | United States                     | The Gorge Amphitheatre                    |
| 21 de agosto de 2000              | Mountain View, California         | United States                     | Shoreline Amphitheatre                    |
| 22 de agosto de 2000              | Wheatland, California             | United States                     | Sacramento Valley Amphitheater            |
| 24 de agosto de 2000              | Denver, Colorado                  | United States                     | Pepsi Center                              |
| 25 de agosto de 2000              | Albuquerque, Nuevo México         | United States                     | Mesa del Sol Amphitheater                 |
| 27 de agosto de 2000              | Dallas, Texas                     | United States                     | Reunion Arena                             |
| 29 de agosto de 2000              | The Woodlands, Texas              | United States                     | Cynthia Woods Mitchell Pavilion           |
| Norteamérica                      |                                   |                                   |                                           |
| 24 de septiembre de 2000          | West Palm Beach, Florida          | United States                     | Mars Music Amphitheater                   |
| 26 de septiembre de 2000          | Tampa, Florida                    | United States                     | Ice Palace                                |
| 28 de septiembre de 2000          | Atlanta, Georgia                  | United States                     | Philips Arena                             |
| 30 de septiembre de 2000          | Cleveland, Ohio                   | United States                     | Gund Arena                                |
| 3 de octubre de 2000              | New York City                     | United States                     | Madison Square Garden                     |
| 4 de octubre de 2000              | New York City                     | United States                     | Madison Square Garden                     |
| 6 de octubre de 2000              | New York City                     | United States                     | Madison Square Garden                     |
| 7 de octubre de 2000              | New York City                     | United States                     | Madison Square Garden                     |
| Europa                            |                                   |                                   |                                           |
| 30 de octubre de 2000             | Birmingham                        | England                           | National Exhibition Centre                |
| 2 de noviembre de 2000            | Manchester                        | England                           | Manchester Arena                          |
| 3 de noviembre de 2000            | Glasgow                           | Scotland                          | Scottish Exhibition and Conference Centre |
| 5 de noviembre de 2000            | Glasgow                           | Scotland                          | Scottish Exhibition and Conference Centre |
| 6 de noviembre de 2000            | Newcastle                         | England                           | Newcastle Arena                           |
| 8 de noviembre de 2000            | Birmingham                        | England                           | National Exhibition Centre                |
| 10 de noviembre de 2000           | Sheffield                         | England                           | Sheffield Arena                           |
| 13 de noviembre de 2000           | London                            | England                           | London Arena                              |
| 15 de noviembre de 2000           | London                            | England                           | Wembley Arena                             |
| 16 de noviembre de 2000           | London                            | England                           | Wembley Arena                             |
| 27 de noviembre de 2000           | London                            | England                           | Royal Albert Hall                         |